# Ophiderma evelyna
Ophiderma evelyna är en insektsart som beskrevs av Robert E. Woodruff. Ophiderma evelyna ingår i släktet Ophiderma och familjen hornstritar. Inga underarter finns listade i Catalogue of Life.